# Alpha Oumar Sow
Alpha Oumar Sow (* 12. Februar 1984 in Dakar) ist ein senegalesischer ehemaliger Fußballspieler.

## Karriere

### Verein
Sow begann seine Karriere mit Racing de Dakar (RC Dakar) und wechselte 2007 zu Casa Sport. Im März 2010 bekam er ein Angebot des Championnat-de-France-Amateur-Zweitligisten Union sportive des clubs du Cortenais und unterschrieb anschließend einen bis zum 30. Juni 2010 geltenden Vertrag. Im Sommer 2010 verließ er nach Ablauf seines Vertrags Corte und wechselte zur Union Sportive Moissy Cramayel-Sénart, bei der er in der Saison 2010/2011 in 21 Spielen vier Tore erzielte. Am 8. Juli 2011 wechselte er zu Entente Sannois-Saint-Gratien. Nachdem er in der ersten Saisonhälfte 2011/12 nicht wirklich zur Form gefunden hatte, entschied er sich im Dezember 2011 zur Rückkehr nach Senegal und schloss sich ASC Jeanne d’Arc an.

### Nationalmannschaft
Zwischen 2007 und 2009 spielte er für die Senegalesische Fußballnationalmannschaft und nahm an der Afrikanischen Nationenmeisterschaft 2009 in der Republik Côte d’Ivoire teil.

## Titel und Erfolge
- 2009: Spieler des Jahres in Senegal[9]